# Cimetière national de Fort Rosecrans
Le cimetière national de Fort Rosecrans (en anglais : Fort Rosecrans National Cemetery) est un cimetière national des États-Unis situé à Point Loma, dans la banlieue de San Diego en Californie. Il est en lien avec la base navale de Point Loma et porte le nom de William Starke Rosecrans.
Administré par le département des Anciens combattants des États-Unis, il compte 101 079 tombes sur une superficie de 77,5 hectares.
Le maître d'armes deuxième classe (SEAL) Michael A. Monsoor, le pionnier de l'aviation Reuben H. Fleet (en), le scénariste et écrivain Alan Le May ou encore Laurence Stallings (écrivain et dramaturge) y sont enterrés.

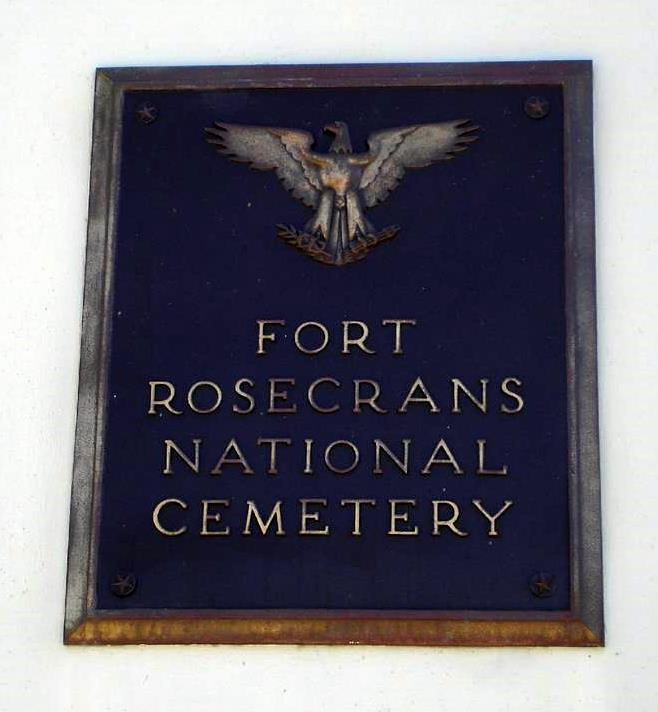
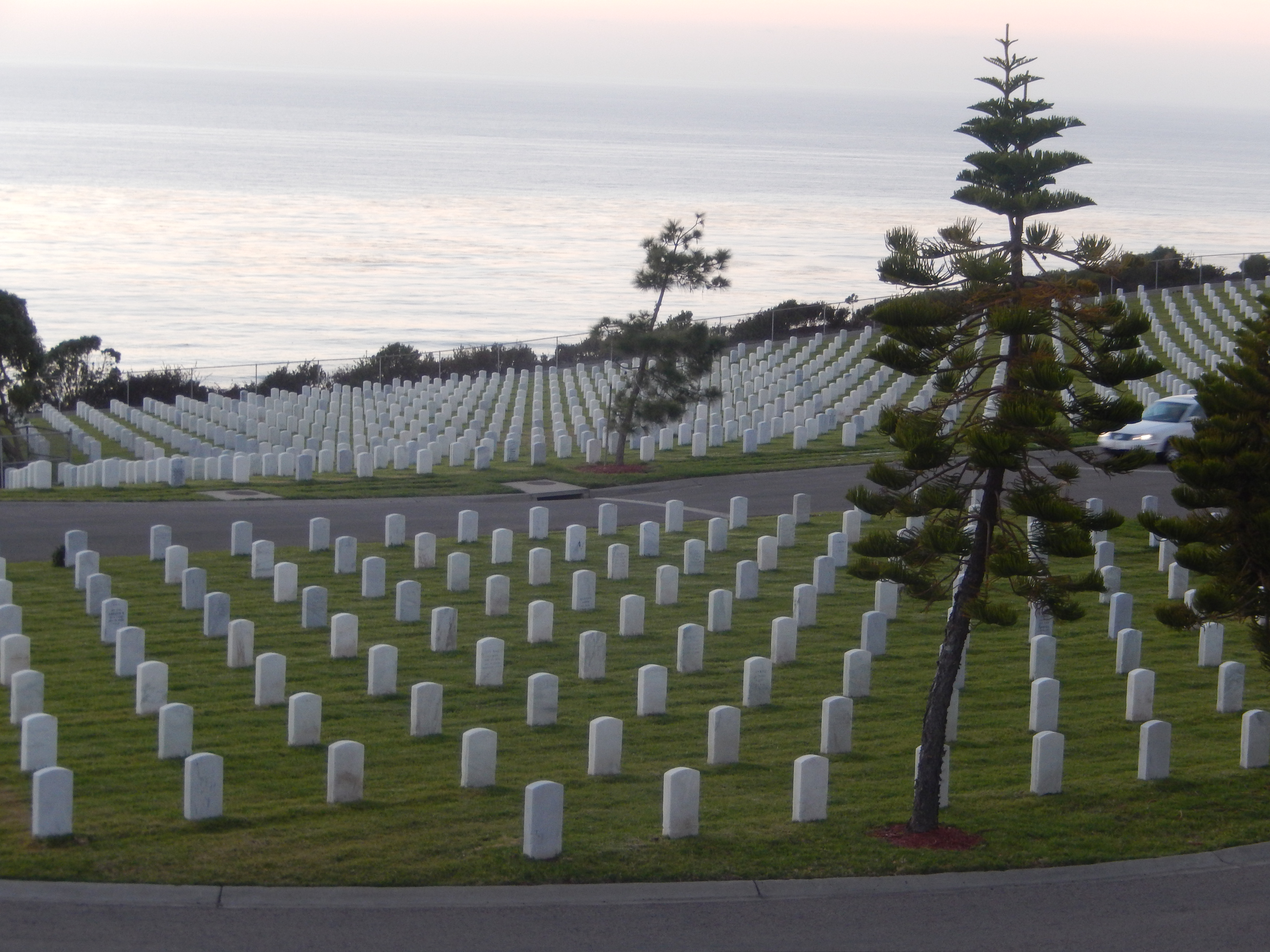
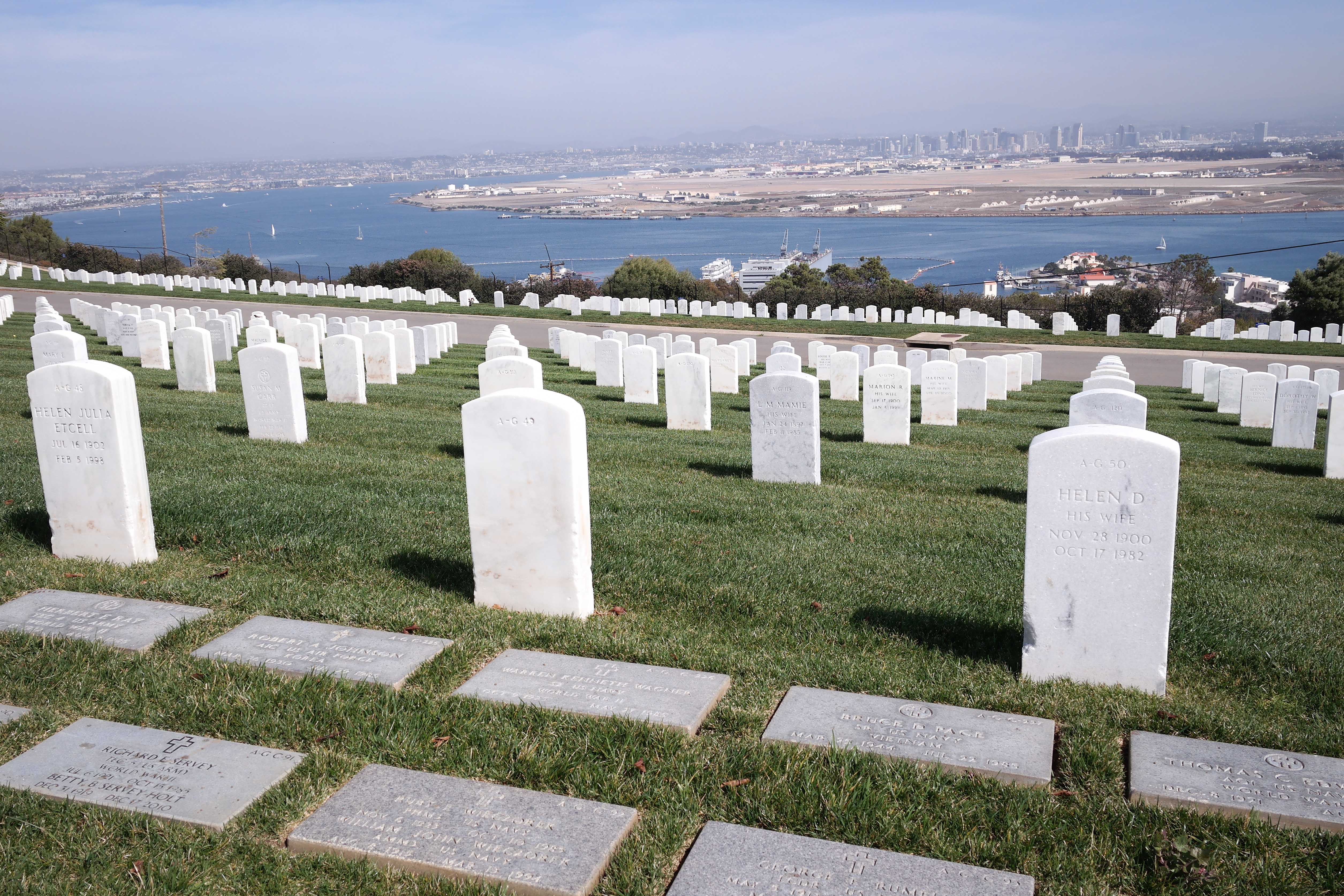
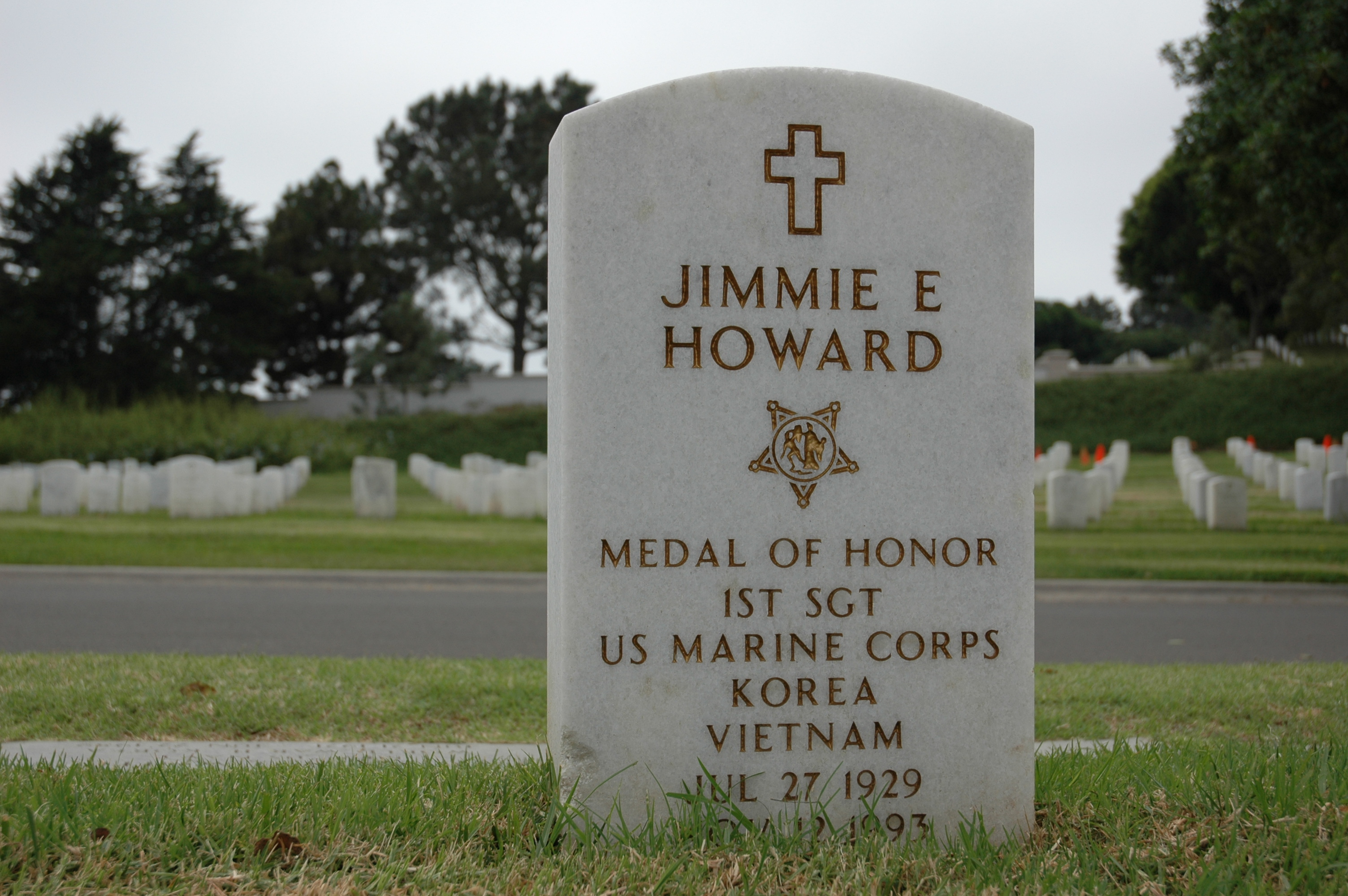